# Alejandro Vega Matus
Alejandro Vega Matus (Masaya, 17 de agosto de 1873 - 26 de noviembre de 1937) fue un músico, compositor y director de orquesta nicaragüense reconocido como pionero de la identidad musical de Nicaragua por ser creador de muchas piezas musicales que permanecen vigentes en todas las fiestas religiosas y populares.

## Formación musical
Alejandro Vega Matus nació en el seno de una reconocida familia nicaragüense de músicos, siendo hijo de don Pablo Vega y Raudez y de doña Josefa Matus de Vega. Su entorno familiar fue determinante para su formación artística desde muy temprana edad. Entre sus parientes más influyentes destacan sus tíos, José del Carmen Vega y Raudez y Francisco Vega y Raudez (1863–1936), este último destacado por su papel como Maestro de Capilla de la Parroquia de Masaya. Ambos tíos, especialmente José del Carmen, desempeñaron un rol fundamental en sus primeros pasos dentro del mundo musical, guiándolo en el estudio de la teoría musical y la ejecución instrumental en su ciudad natal.
Posteriormente, continuó su formación en León, en la Escuela de Música fundada por su propio padre, don Pablo Vega, institución que además estaba vinculada al Anexo del Seminario San Ramón. Este ambiente académico-musical le permitió profundizar en los distintos géneros musicales de la época, así como en la composición y dirección orquestal, sentando así las bases de lo que sería una fructífera carrera artística.
A la edad de 18 años, gracias al apoyo de su pariente, el doctor Manuel Coronel Matus —prestigioso intelectual, médico y político nicaragüense—, emprendió un viaje a la Ciudad de Guatemala para perfeccionar sus estudios musicales. Allí tuvo la oportunidad de estudiar bajo la tutela del maestro Juan Aberle, compositor italiano radicado en Centroamérica, conocido principalmente por ser el autor de la música del Himno Nacional de El Salvador y director del Conservatorio Nacional de Música en la capital guatemalteca. La influencia de Aberle y la experiencia académica en un entorno musical más amplio enriquecieron enormemente su formación artística, proporcionándole una visión más profunda y técnica de la composición sinfónica y la música académica europea.
A su regreso a Nicaragua, ya con una sólida formación y nuevas ideas, fundó la Orquesta Liras Fernandinas, una agrupación que se convirtió en una importante referencia musical de su tiempo. Entre sus colaboradores más cercanos se encontraban su padre, don Pablo Vega, y el músico Fernando Luna Jiménez, quienes aportaron también su experiencia y talento a la orquesta. A través de esta agrupación, promovió la difusión de la música culta y popular nicaragüense, tanto en eventos religiosos como civiles.

## Obras
Compuso música culta y popular con obras musicales que incluyen oberturas, marchas militares y fúnebres, fox trot, polkas, mazurkas, los intermezos Murió de un beso y La agonía del crepúsculo, los valses Cascada de perlas, Amanda, María Teresa, Filomena y Margarita de las margaritas; el poema sinfónico La muerte de Jesús, varias Ave Marías y cinco cantos de La gritería: Salve Azucena Divina, Ave María, Por eso el cristianismo, Tu gloria tu gloria y Toda Hermosa, los cuales se cantan en la fiesta de la noche del 7 de diciembre de cada año. También compuso sones de pascua entre ellos Los pollitos y un arreglo de La Mama Ramona.

## Fallecimiento
Falleció en Masaya, el 26 de noviembre de 1937 a los 64 años de edad a consecuencia de la diabetes que padecía.
Sus restos reposan en el Cementerio de Masaya.